# Commission sur les débats présidentiels
 (septembre 2024).

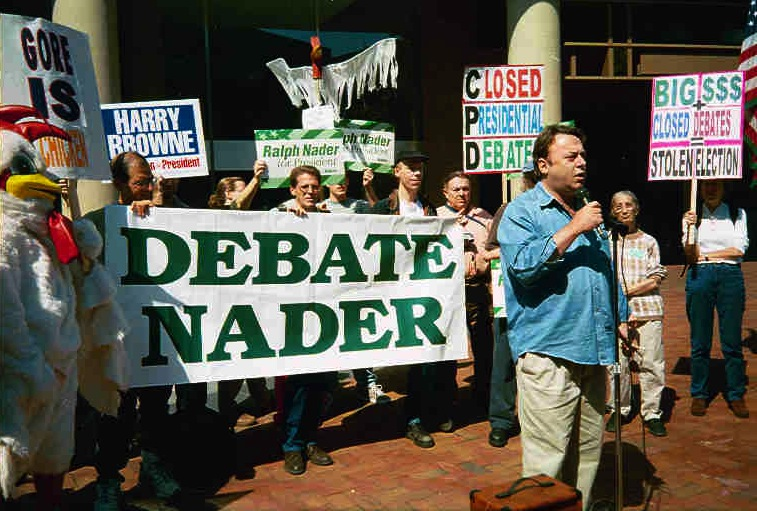
Christopher Hitchens prend la parole lors d'une manifestation de tiers à la Commission des débats présidentiels, Washington, DC.

La Commission sur les débats présidentiels (Commission on Presidential Debates ou CPD) est la commission chargée de l'organisation des débats entre les principaux candidats à l'élection présidentielle aux États-Unis. 
Elle a été créée en 1987 conjointement par le  Parti démocrate  et le Parti républicain pour établir la manière dont les débats seraient organisés et menés entre les candidats à l'élection présidentielle qui obtiennent au moins 15 % des intentions de vote sur 5 sondages nationaux. La commission est une organisation à but non lucratif dont les débats sont financées par des contributions privées de fondations ou d'entreprises.
La commission sponsorise et produit les débats pour les candidats à la présidence et à la vice-présidence et entreprend des recherches et des activités éducatives sur les débats. L'organisation qui est une structure bi-partisane a organisé tous les débats tenus depuis 1988. La commission a donc animé les débats des campagnes présidentielles de 1988, 1992, 1996, 2000, 2004 et 2008. Auparavant, ce rôle était tenu par la League of Women Voters pour les débats des élections de 1976, 1980 et 1984.  
La commission est dirigée par Frank Fahrenkopf, un ancien chef du Comité national républicain et Paul Kirk, un ancien chef du Comité national démocrate.

## Critiques
En 1988, la League of Women Voters retire son soutien aux débats présidentiels après que les responsables des campagnes de  George H.W. Bush et de Michael Dukakis se sont secrètement mis d'accord sur un Mémorandum de compréhension qui déciderait quels candidats pourraient participer aux débats, quelles personnes constitueraient le panel (et donc en mesure de poser des questions) et la hauteur des podiums. La League rejeta ces exigences et publia une déclaration indiquant qu'elle se retirait de l'organisation des débats car « les exigences des deux organisations de campagne tromperait les électeurs américains. »
Lors d'une conférence de presse annonçant la création de la commission, Fahrenkopf indiqua que la commission n'inclurait probablement pas les candidats d'un troisième parti dans les débats et que Kirk indiqua qu'à titre personnel, ils devraient être exclus des débats.
Lors des élections de 2000, le CPD décida que seuls les candidats ayant atteint au moins 15 % dans cinq sondages nationaux seraient invités au débat. Ralph Nader, un candidat à l'élection présidentielle ne fut ainsi pas autorisé à débattre à cause de cette règle. Estimant que celle-ci avait été créée pour étouffer les points de vue des candidats tiers en les maintenant à l'écart des débats télévisés, Nader attaqua la commission devant un tribunal fédéral, sur la base des contributions des entreprises qui violent le Loi sur les campagnes électorales fédérales.
En 2004, citant les 32 pages contractuelles des débats du CPD, Connie Rice, une avocate et militante des droits civiques, qualifia lors de l'émission The Tavis Smiley Show sur la National Public Radio les débats du CPD de « conférences de presse »  et de « mise en danger de la démocratie ».
Deux femmes ont été sélectionnées pour présenter un débat :
- 1992 : Carole Simpson
- 2012 : Candy Crowley

## Source
- (en) Cet article est partiellement ou en totalité issu de l’article de Wikipédia en anglais intitulé « Commission on Presidential Debates » (voir la liste des auteurs).